# Jazelle
Jazelle — семейство технологий, разработанных и продвигаемых компанией ARM, предназначенных для аппаратного ускорения выполнения приложений, написанных на языке Java. Jazelle разработана для архитектуры ARMv5TEJ, и первым процессором, использующим технологию Jazelle, был ARM926EJ-S. Доступность технологии Jazelle в названии процессора обозначается буквой 'J' за исключением моделей, для которых данная технология является неотъемлемой частью архитектуры.
В настоящее время на рынке присутствует разновидность Jazelle DBX (сокр. от англ. Direct Bytecode eXecution — прямое выполнение байт-кода). Основным элементом этой технологии является специальный сопроцессор, встраиваемый в стандартную архитектуру микропроцессоров ARM9. Сопроцессор аппаратно преобразует байт-код Java в соответствующую последовательность команд основного процессора, который немедленно их выполняет. Таким образом программная интерпретация байт-кодов заменяется аппаратной, что приводит к существенному ускорению обработки байт-кодов, и как следствие, ускорению выполнения программ на Java. Другими словами, Jazelle DBX производит аппаратное преобразование байт-кодов в команды основного процессора «на лету». Отсюда и название DBX — «динамическое выполнение».
В июне 2005 года компания ARM анонсировала новое поколение технологии под названием Jazelle RCT (сокр. от англ. Runtime Compiler Target — поддержка динамических компиляторов). Jazelle RCT вводит дополнительный набор инструкций в стандартную архитектуру процессоров ARM. Новые команды специально разработаны для оптимального выполнения Java байт-кода. Таким образом, простой компилятор может быстро преобразовать байт-код в команды основного процессора, при этом эффективно используя новые типы команд. В большинстве случаев каждому байт-коду будет соответствовать единственная 16-разрядная команда из нового набора. В результате сгенерированный код будет иметь практически тот же размер, что и исходный байт-код, но будет выполняться аппаратно и, следовательно, намного быстрее.
Особенностями технологии RCT могут воспользоваться, прежде всего, разработчики так называемых динамических компиляторов (Just-In-Time Compilers), поскольку преобразование байт-кода в набор команд RCT может быть выполнено очень быстро, и результирующий код не будет требовать излишне большой памяти для хранения. Набор команд RCT не привязан жёстко к языку Java и может использоваться для компиляции байт-кодов прочих интерпретируемых языков, таких как Perl, Python, а также языков, поддерживаемых технологией .NET фирмы Microsoft.

## Реализация
Расширение Jazelle использует низкоуровневый бинарный перевод, выполненный в виде дополнительной ступени между выборкой и декодированием этапа инструкций процессора pipeline. Опознанный байт-код преобразуется в строку из одного или более родных инструкций ARM.